# Диденково
Диденково (укр. Діденкове) — село,
Водянский сельский совет,
Верхнеднепровский район,
Днепропетровская область,
Украина.
Код КОАТУУ — 1221083303. Население по переписи 2001 года составляло 505 человек.

## Географическое положение
Село Диденково находится автомобильной дороге Т-0415,
примыкает к селу Водяное.

## Объекты социальной сферы
- Детский сад.